# 巴沙拉日
巴沙拉日（法語：Bascharage，法語發音：[oʃaʁaʒ]）是卢森堡西南部的一个旧市镇。该地自2012年起属于市镇凯尔任。 

## 巴沙拉日旧市镇
巴沙拉日在2012年之前是一个独立的市镇。2012年1月1日，旧市镇巴沙拉日与克莱芒西合并为新市镇凯尔任。成立凯尔任的法律于2011年5月24日获得通过。

### 旧市镇
旧市镇由以下村庄组成： 
- 巴沙拉日
- 欧沙拉日
- Linger

## 自1858年以来的市长
- Jean Nicolas Schumacher
- Pierre Schütz
- Jules Hemmer
- Jean Peschong
- Théophile Aubart
- Nicolas Meyers
- Robert Steichen
- Marcel Gillen
- André Siebenbour
- Joseph Thill
- Jean Christophe
- Jeannot Halsdorf
- Michel Wolter

## 地理
默兹河支流谢尔河流经巴沙拉日。     

## 经济
巴沙拉日拥有产品销往全国的啤酒厂Bofferding。大约30年前这里也诞生了一个工业区，如今该工业区将来自大型子公司（如通用汽车，Luxguard和Delphi Corporation）的本地和地区公司重组。 

## 体育
- 凯尔任足球俱乐部
- HBC Bascharage (手球俱乐部)
- Bascharage Hedgehogs (篮球俱乐部)

## 知名人士
- 克劳斯·奇托（Claus Cito，1882年 - 1965年），生于巴沙拉日，建造了Gëlle Fra战争纪念碑的雕刻家。